# Колючая лента

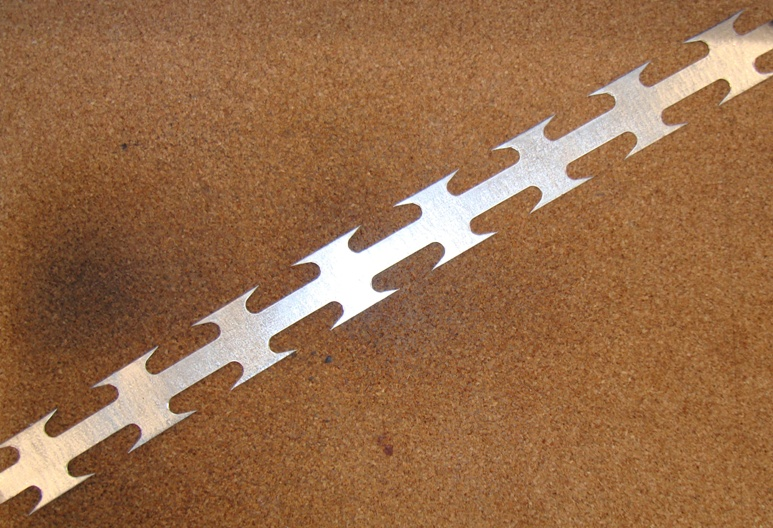
Колючая лента

Колючая лента — разновидность неразрывных инженерных заграждений, предназначенных для удержания живой силы и легкой колесной техники.
Колючая лента, по сравнению с колючей проволокой, наносит более серьёзные раны и сложнее преодолевается людьми без инструментов, давая охране больше времени на реагирование. Кроме обычных царапин и испорченной одежды, данное заграждение способно даже убить человека в случае большой потери крови.

## История применения

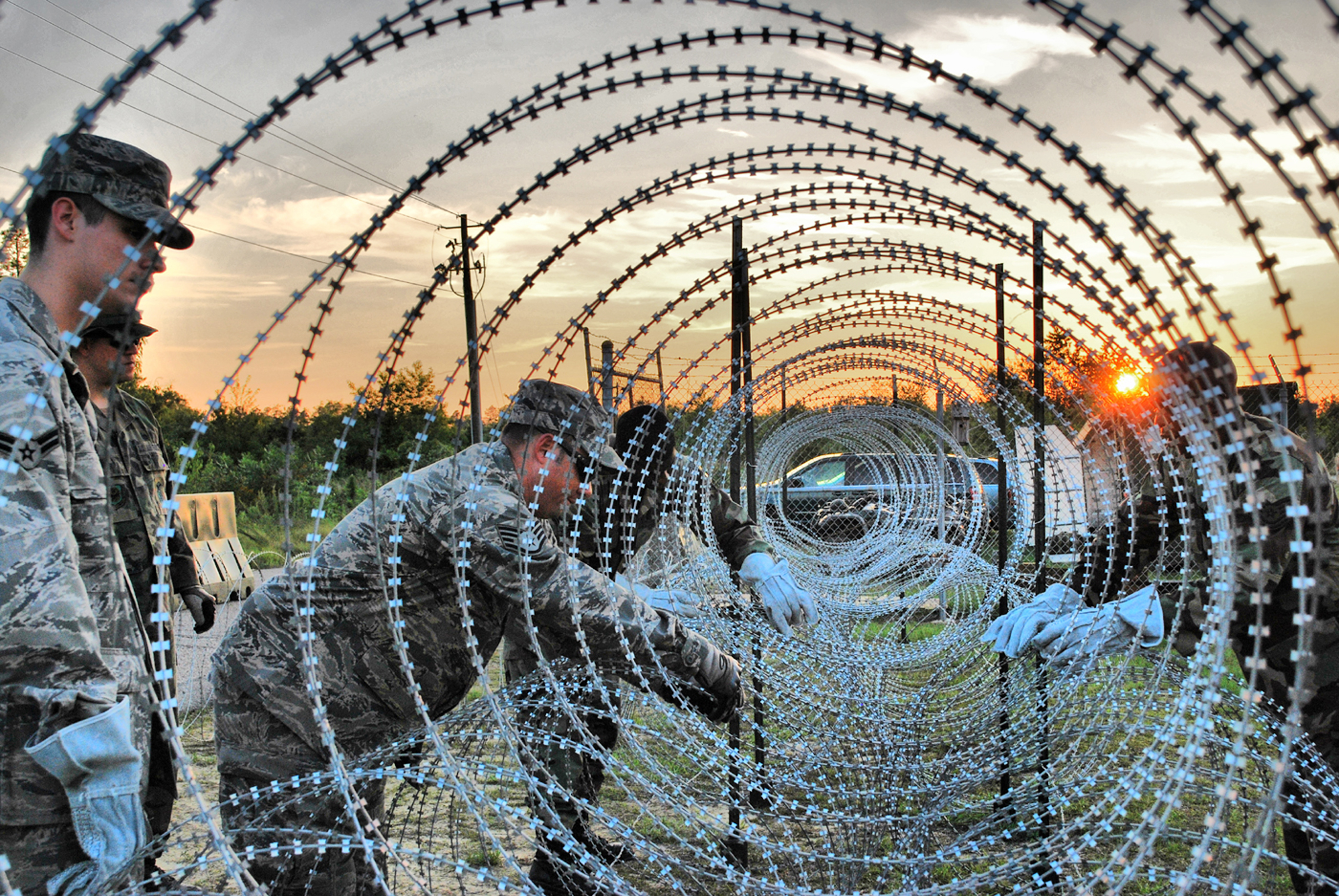
Спираль Бруно

Колючая лента изобретена в Германии во время Первой мировой войны как крайняя мера в условиях нехватки проволоки. В этот же период француз Бруно предложил наматывать колючую проволоку на барабан и получившуюся колючую спираль быстро монтировать в поле с помощью длинных шестов. В дальнейшем спиральные заграждения из колючей проволоки получили название «Спираль Бруно».
После Первой Мировой Войны в 1930-х годах немецкий изобретатель Хорст Даннерт изобрел новый вид колючей ленты, он накручивал высокопрочную проволоку в виде спирали, и в нужный момент быстро разворачивал её вдоль линии, на которой нужно было создать препятствие. Полученное колючее спиральное заграждение он прибивал к земле длинными стальными колышками. Высокопрочная проволока благодаря пружинным свойствам самостоятельно держала форму спирали без помощи шестов.
Во время второй мировой войны в 1940—1941 годах проволоку Даннерта начали завозить в Великобританию. Спрос был столь велик, что высоколегированной проволоки не хватало, и её стали производить из менее прочной проволоки (желтая Даннерт). В 1960-х годах колючую ленту, скрученную в спираль, часто использовали для ограждения военных объектов, тюрем, психиатрических лечебных заведений. Колючая лента имела существенный недостаток: её легко можно было перерезать обычными ножницами.
Для того, чтобы затруднить перерезание колючей ленты, в начале 1980-х годов её начали армировать проволокой сначала путём скручивания вокруг проволоки, а потом путём навальцовывания колючей ленты на армирующую проволоку. Такая армированная колючая лента совмещала в себе режущие свойства колючей ленты и прочность проволоки. Был даже патентный спор между двумя европейскими фирмами, которые претендовали на это изобретение и предлагали его на рынке под брендами: «Man Barrier» и «Razor Ribbon».
В начале 2000-х годов в странах СНГ постепенно начали переходить от использования армированной скрученной колючей ленты (АСКЛ) к завальцованной армированной колючей ленте (ЗАКЛ) и армированной колючей ленте (АКЛ), изготовленной путём обжатия штампованной колючей ленты на проволочный сердечник. Причина перехода — более высокие защитные свойства армированной колючей ленты.

## Типы колючей ленты
Известны два типа армированной колючей ленты:
- из армированной скрученной колючей ленты (лента обвита вокруг армирующей проволоки) — АСКЛ,
- из завальцованной армированной колючей ленты (колючая лента завальцована на армирующую проволоку) — АКЛ.

Завальцованная колючая лента обладает лучшими защитными свойствами за счет того, что ленту невозможно перерезать ножницами и отделить от армирующей проволоки, сделав спиральное заграждение не колючим.
Спираль из армированной колючей ленты (АСКЛ, или АКЛ) получают путем накручивания ее на барабан. Для увеличения защитных свойств витки спирали в 3—11 местах соединяют с помощью проволоки, ленты или металлической скобы. При растягивании этой спирали образуется труднопреодолимое цилиндрическое колюще-режущее заграждение.
В настоящее время известны такие колючие заграждения из армированной колючей ленты:
- в виде объемной спирали различных диаметров;
- плоский барьер безопасности из армированной колючей ленты в виде плоской спирали;
- мобильный барьер безопасности (МББ) изготовленный из объемной спирали, который спецподразделения растягивают по земле для того, чтобы быстро ограничить нежелательное передвижение в определенном направлении;
- колючие шипы для забора из армированной колючей ленты;
- сетка из армированной колючей ленты с ромбическими ячейками.

## Срок службы и эффективность заграждений из армированной колючей ленты
Учитывая тот факт, что заграждения из армированной колючей ленты могут эксплуатироваться под физическими нагрузками и под открытым небом, очень важно, чтобы срок их службы был максимален.
Для повышения качества и срока службы заграждений при производстве ленты используется проволочный сердечник с пружинными свойствами, стойкий к деформации. Для производимой в странах СНГ армированной колючей ленты обычно используется проволока высокоуглеродистая канатная ГОСТ 7372-79, EN 10264-2, DIN 2078, проволока высокоуглеродистая ГОСТ 9850-72, DIN 48200, проволока высокоуглеродистая пружинная ГОСТ 9389-75, EN 10270-1. Колючая лента обычно производится из рулонной оцинкованной низкоуглеродистой стали ГОСТ 14918-80, ГОСТ 19904-90, EN 10346.
Не менее важным условием для эффективности и срока службы спиральных колюче-режущих заграждений является способ крепления соседних витков армированной колючей ленты, что также предотвращает деформацию заграждений. Спиральные барьеры безопасности диаметрами 450—700 мм достаточно соединять тремя-пятью скобами по окружности в равноудаленных точках, на спирали от 800 мм до 950 мм лучше подойдет семискобовый способ крепления витков, спиральные барьеры диаметром витка 1250—1500, девяти или одиннадцатьюскобовым способом.
При использовании в производстве спиральных барьеров безопасности низкоуглеродистой проволоки, а также при изготовлении спиральных барьеров с меньшим количеством скоб, степень цинкования материалов из которых произведены заграждения становится менее важным параметром, так как барьеры могут прийти в негодность от деформации задолго до того, как будут подвержены коррозии.
Оцинкование материалов дополнительно увеличивает срок службы заграждений, в некоторых случаях дополнительно к оцинкованию их покрывают полимерным покрытием для окраски ограждения определенного цвета. Полимерное покрытие эффективно защищает колючую ленту от воздействия паров кислот и солёных брызг.
Оцинкование материалов важно при использовании изделий из армированной колючей ленты в местах, где на неё попадает солёная вода.
Морская вода способна нанести существенный вред даже хорошему цинковому покрытию. Для защиты колючих заграждений от агрессивных сред, на них наносят полимерное покрытие, которое не взаимодействует с солями и большинством кислот.
Так как проволока имеет больший диаметр, чем толщина колючей ленты, то именно колючая лента в первую очередь, нуждается в надежной защите от коррозии. Наибольшая степень покрытия цинком для проволоки — 80-120 г/м2, для колючей ленты в пределах 140—290 г/м2.
Использование высоколегированной проволоки также существенно увеличивает сопротивляемость армирующей проволоки процессам коррозии.